# Santa Ana (Jaén)
Santa Ana es una localidad y pedanía española perteneciente al municipio de Alcalá la Real, en la provincia de Jaén. Se encuentra a unos 4 km de Alcalá la Real y últimamente su crecimiento es significativo en el campo industrial, ya que posee un gran polígono industrial, el cual alberga más de 30 industrias de las más importantes de todo el término municipal.
Se denomina con ese nombre por ser la sede de la antigua patrona de Alcalá, Santa Ana, que en su festividad del mes de julio congrega a los habitantes del lugar. El 25, 26 y 27 de julio se celebran las fiestas en honor a la patrona, Santa Ana.

## Iglesia de Santa Ana
Situada a unos cuatro kilómetros de Alcalá la Real, se erigió como ermita extramuros a finales del siglo XV, y dio lugar a un asentamiento que lleva su mismo nombre. Santa Ana fue patrona de la localidad hasta el siglo XVIII, cuando fue sustituida por la Virgen de las Mercedes; actualmente, es copatrona de la localidad y patrona de la aldea que lleva su nombre. Cuenta con una planta rectangular realizada en dos periodos diferentes; la capilla mayor es la parte más antigua, cubierta por una bóveda de crucería estrellada de finales del gótico (siglos XV - XVI) y decorada con pinturas al fresco de temática floral. La parte más moderna es de etapa renacentista y corresponde a la nave, de 1591 y realizadas por Ginés Martínez de Aranda, y a la portada. La fachada es del último tercio del siglo XVI, dividida en dos cuerpos. El primero cuenta con arco de medio punto flanqueado por dos columnas corintias, sobre las que descansa el entablamento. El segundo corresponde al ático, donde una hornacina entre aletones acoge a Santa Ana (en estos últimos años se ha cambiado el altar y Nuestra Abuela no está en una hornacina, se colocó el cuadro de la coronación de la Virgen que ha sido restaurado y delante se colocó la imagen de Santa Ana). La cubierta de la iglesia es una bóveda de medio cañón a base de losetas y yeso, y cuatro arcos fajones de medio punto. Fue muy dañada durante la Guerra Civil, perdiendo su retablo mayor y toda su imaginería, aunque todavía conserva algunas piezas de valor, como un cáliz del siglo XVIII.

## Hermandad de Nuestra Abuela Santa Ana y San Joaquín
Fundada en 1518, en Alcalá la Real, es de las más antiguas, como lo atestiguan documentos del siglo XVI en los que se cita al santero, persona que cuidaba de la ermita y la imagen. Santa Ana fue la antigua patrona de Alcalá la Real, imagen gótica traída probablemente por D. Gil de Albornoz, arzobispo de Toledo y Canciller de Alfonso XI.
La fiesta de Nuestra abuela Santa Ana que se celebra los días 25 y 26 de julio, se remonta a principios del siglo XVI, donde acudían los miembros del cabildo en procesión general.
La devoción a Santa Ana, conocida popularmente como "La Abuela", se remonta a finales de la Edad Media, cuando se extiende por el orbe católico la iconografía y devoción a la Madre de la Virgen María y Abuela de Cristo. La imagen de Santa Ana quizás fue traída por el Arzobispo de Toledo don Gil de Albornoz, canciller de Alfonso XI, conquistador de estos territorios. La imagen actual es la que sustituyó a la destruida durante la Guerra Civil, fue restaurada en 1990 por don Cristóbal Cubero.

## Torre de Santa Ana
- Torre de Santa Ana (B.I.C. 1949), atalaya cristiana.

- Datos: Q6120221